# Big Falls (Contea di Waupaca, Wisconsin)
Big Falls è un comune degli Stati Uniti, situato in Wisconsin, nella Contea di Waupaca.